# Krensheimer See
Der Krensheimer See wurde bereits vor mehreren Jahrhunderten in Krensheim, einem Stadtteil von Grünsfeld im Main-Tauber-Kreis, angelegt. 

## Lage
Der Krensheimer See ist am Ortsrand gelegen. In der Nähe befindet sich ein Spielplatz, der Krensheimer Friedhof und die Pfarrkirche St. Ägidius.

## Nutzung
Der Krensheimer See dient der Bevölkerung als Naherholungsgebiet. Im Ort besteht ein Seeverein. Die Krensheimer Musikanten veranstalten jährlich ein Sommernachtsfest am Seegelände.
Am See befindet sich zusätzlich ein Fußball- und Volleyballplatz.